# Pierre d'Abernon
Pierre d'Abernon, o Pierre of Peckham o Fetcham en inglés, nacido en el siglo XIII y muerto el 21 de agosto de 1293, fue un poeta anglo-normando.
Su familia era originaria de Abernon y tenía grandes posesiones en el condado de Surrey y en el Cambridgeshire, Pierre d'Abernon tradujo del latín el Secreto de los secretos, lección de política y moral en la que se afirma que el principio del buen gobierno es el que tiene una buena constitución. Escribió luego La lumere as lais ("La luz de los laicos"), una especie de tratado de teología traducido en verso de una obra en latín compuesta por Pierre de Fécamp.

Mes or priez: pur Deu amur,

En cest fin pur le translatur

De cest livre, ki Pierre a nun

K’estreit est de ces d’Abernon
Pero orad ahora: por amor de Dios
Con este objetivo lo tradujo
De este libro que Pierre escribió (?)
Y sacado de éste de Abernon

## Obras
- La Lumere as lais, Ed. Glynn Hesketh, London, Anglo-Norman Text Society, 2000 ISBN 0-905474-39-2